# Ruban (gymnastique)
Pour les articles homonymes, voir Ruban.

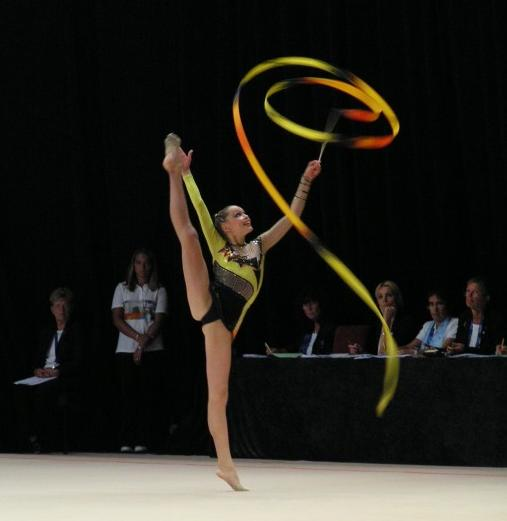
Dominika Červenková, pendant les jeux mondiaux de 2005 à Duisbourg.

Le ruban est un engin de gymnastique rythmique.
Le ruban permet à la gymnaste d'exprimer sa grâce dans des mouvements amples et précis. Il doit toujours être en mouvement. C'est souvent l'engin préféré des spectateurs.[réf. nécessaire] L'élément corporel dominant doit être le pivot (tour sur une jambe).
Le ruban est le plus gracieux des engins mais il est aussi le plus difficile à manipuler[réf. nécessaire]. En effet, les 4 à 7 mètres que mesure le ruban impliquent souvent des nœuds lorsque les mouvements de la gymnaste ne sont pas assez amples.
La difficulté supplémentaire consiste à ce que le ruban ne doit pas toucher le sol lors d'une présentation sinon cela fait perdre des points.
Le ruban est également utilisé en expression corporelle. Cet usage, moins connu aujourd'hui, est pourtant l'ancêtre de l'art du ruban en gymnastique rythmique. 

## Caractéristiques
Baguette (ou hampe)

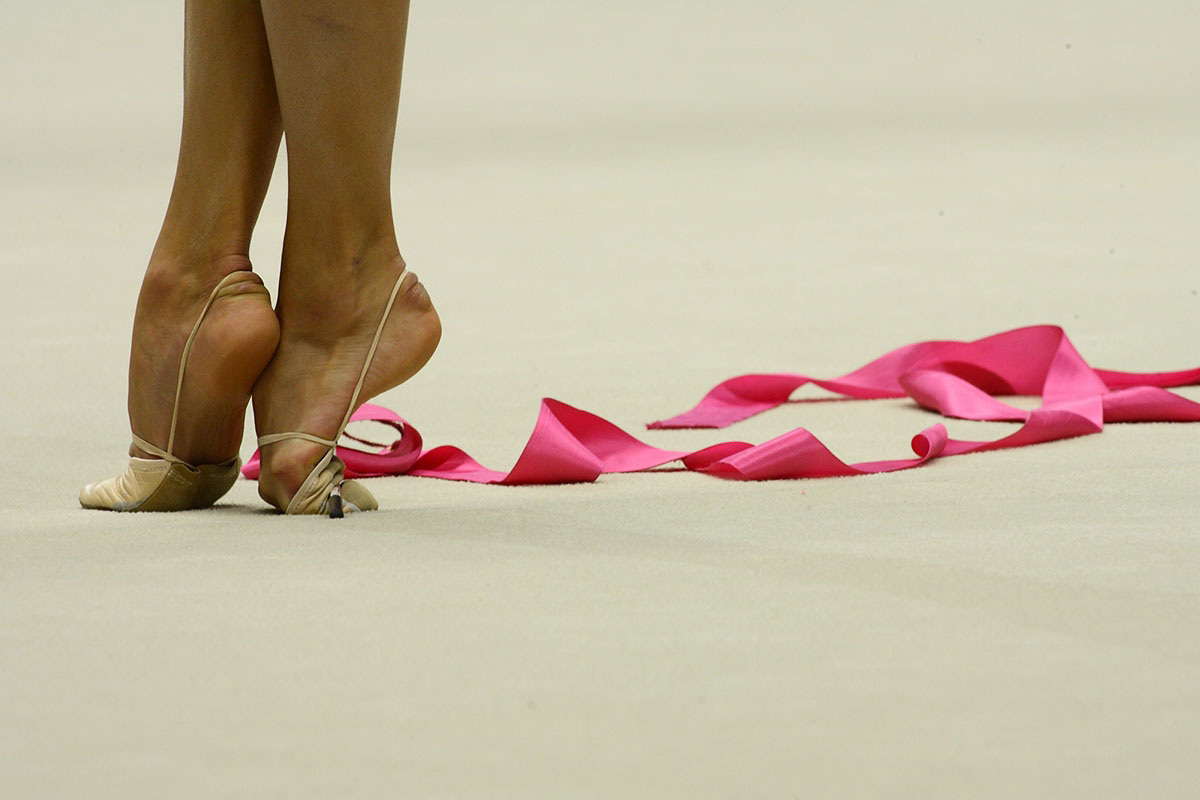
Ruban posé au sol

- Taille : de 50 à 60 cm de long pour moins de 1 cm de circonférence
- Matière : bois, bambou, plastique ou fibre de verre

Ruban
- Taille : entre 4 et 7 m de longueur pour 4 à 6 cm de largeur
- Poids : 35 g minimum
- Matière : satin ou tissu